# Tyngsjö kapellag
Tyngsjö kapellag var en församling i Västerås stift i nuvarande Malung-Sälens kommun. Församlingen upphörde 5 maj 1922.
Kyrka var Tyngsjö kyrka.

## Administrativ historik
Församlingen bildades som ett kapellag omkring 1815 inom Malungs församling och hade egen kyrkobokföring ända till 1976. Församlingen upphörde enligt beslut 5 maj 1922 och återgick till Malungs församling. Genom nämnda beslut skulle kostnaden för byggande och underhåll av Tyngsjö kapell framdeles bäras av Malungs församling i dess helhet och därmed upphörde Tyngsjö att existera som ett kapellag. I Statistiska centralbyråns rapport om folkräkningen 1930 angavs att gudstjänst hölls i Tyngsjö varje söndag.

## Befolkningsutveckling
Tabellen visar folkmängdens förändring i Tyngsjö kapellag mellan 1860 och 1920, och därefter folkmängden inom motsvarande område i Malungs församling fram till 1970.
| Befolkningsutvecklingen i Tyngsjö kapellag 1860–1970 | Befolkningsutvecklingen i Tyngsjö kapellag 1860–1970 | Befolkningsutvecklingen i Tyngsjö kapellag 1860–1970 | Befolkningsutvecklingen i Tyngsjö kapellag 1860–1970 | Befolkningsutvecklingen i Tyngsjö kapellag 1860–1970 |
| --- | ---------------------------------------------------- | ---------------------------------------------------- | ---------------------------------------------------- | ---------------------------------------------------- |
| |                                                      |                                                      |                                                      |                                                      |
| År |                                                      |                                                      | Folkmängd                                            |                                                      |
| 1860 | 1860                                                 |                                                      | 673                                                  |                                                      |
| 1870 | 1870                                                 |                                                      | 743                                                  |                                                      |
| 1880 | 1880                                                 |                                                      | 855                                                  |                                                      |
| 1890 | 1890                                                 |                                                      | 830                                                  |                                                      |
| 1900 | 1900                                                 |                                                      | 850                                                  |                                                      |
| 1910 | 1910                                                 |                                                      | 857                                                  |                                                      |
| 1920 | 1920                                                 |                                                      | 799                                                  |                                                      |
| 1930 | 1930                                                 |                                                      | 705                                                  |                                                      |
| 1940 | 1940                                                 |                                                      | 633                                                  |                                                      |
| 1950 | 1950                                                 |                                                      | 581                                                  |                                                      |
| 1960 | 1960                                                 |                                                      | 506                                                  |                                                      |
| 1970 | 1970                                                 |                                                      | 346                                                  |                                                      |
| Anm: Källor: SCB - Befolkning 1851-1910 (BiSOS A), Folkräkningen 1910-1960, Folkmängden inom administrativa områden (SOS) 1910-1961, Folk- och bostadsräkningen 1965-1990. |                                                      |                                                      |                                                      |                                                      |